# Bandicota savilei
Il ratto bandicoot di Savile (Bandicota savilei  Thomas, 1916) è un roditore della famiglia dei Muridi diffuso in Indocina.

## Descrizione
Roditore di medie dimensioni, con la lunghezza della testa e del corpo tra 150 e 240 mm, la lunghezza della coda tra 125 e 230 mm, la lunghezza del piede tra 33 e 44 mm, la lunghezza delle orecchie tra 20 e 30 mm e un peso fino a 320 g.
La pelliccia è leggermente arruffata e ricoperta di lunghi peli. Le parti superiori variano dal grigio-brunastro al bruno-rossiccio. Le parti ventrali sono giallo-grigiastro, con la base dei peli grigia e le punte giallastre. I piedi sono grigi. La coda è leggermente più corta della testa e del corpo, uniformemente bruno-grigiastra e talvolta con l'estremità bianca. Le femmine hanno 6 paia di mammelle. Il cariotipo è 2n=44 FN=60-70.

## Biologia

### Comportamento
È una specie terricola e notturna.

## Distribuzione e habitat
Questa specie è diffusa nel Myanmar centrale, Thailandia, Vietnam e Cambogia. Probabilmente è presente anche nelle pianure del Laos.
Vive nei campi di grano e nelle risaie, dove è considerato una grave piaga dagli agricoltori. Sembra essere assente dalle zone forestali.

## Conservazione
La IUCN Red List, considerato l'areale esteso, la relativa abbondanza e la presenza in diverse aree protette, classifica B.savilei come specie a rischio minimo (Least Concern).